# Cordele
Cordele é uma cidade localizada no estado americano de Geórgia, no Condado de Crisp.

## Demografia
Segundo o censo americano de 2000, a sua população era de 11.608 habitantes.
Em 2006, foi estimada uma população de 11.511, um decréscimo de 97 (-0.8%).

## Geografia
De acordo com o United States Census Bureau tem uma área de
24,8 km², dos quais 24,6 km² cobertos por terra e 0,2 km² cobertos por água. Cordele localiza-se a aproximadamente 96 m acima do nível do mar.

## Localidades na vizinhança
O diagrama seguinte representa as localidades num raio de 28 km ao redor de Cordele.